# زلكوفا أبيلية
زلكوفا أبيلية (الاسم العلمي:Zelkova abelicea) هو نوع من النباتات يتبع جنس الزلكوفا من فصيلة الدردارية.